# 존 시몬스 바스
존 시몬스 바스(John Simmons Barth, /bɑːrθ/; 1930년 5월 27일 ~ 2024년 4월 2일)는 포스트모던과 메타픽션 소설로 가장 잘 알려진 미국 작가였다. 그의 가장 높이 평가되고 영향력 있는 작품은 1960년대에 출판되었으며, 메릴랜드의 식민지 역사를 기발하게 재구성한 연초 도매상이 포함된다. 대학이 냉전 세계의 축소판이라는 풍자적 판타지인 "Giles Goat-Boy", 그리고 자기 참조적이고 실험적인 단편 소설 모음집인 "Lost in the Funhouse"도 있다. 그는 1973년 단편소설 <키메라>로 내셔널 북 어워드를 공동 수상했다.